# Bruno Wille

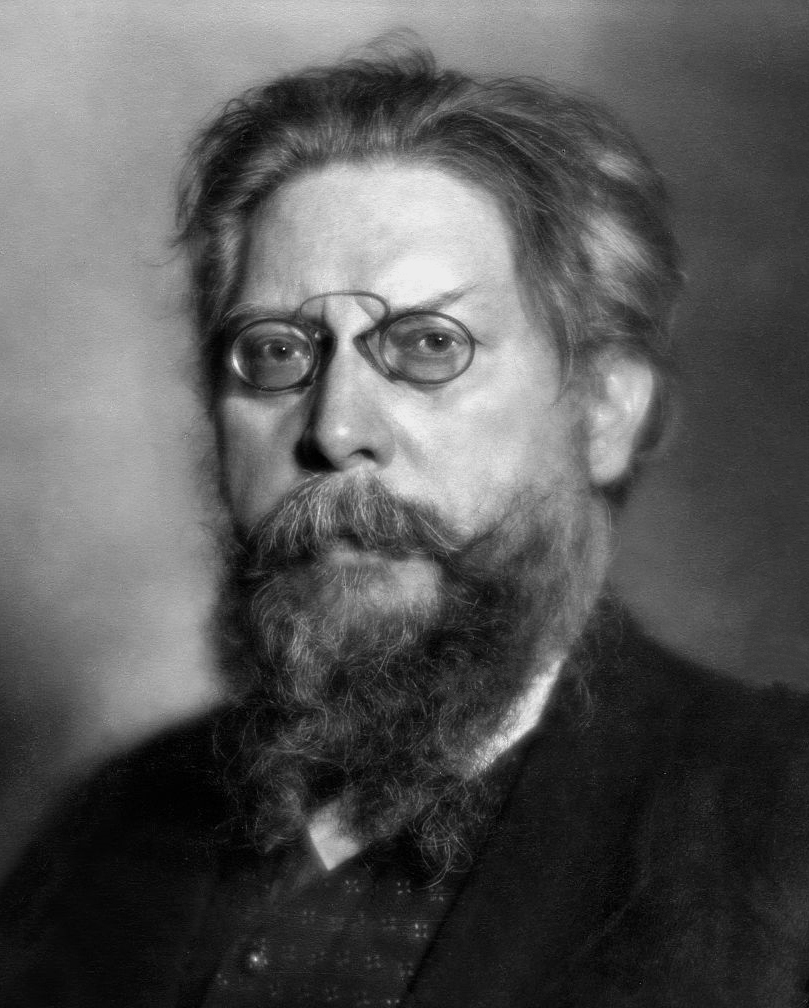
Bruno Wille

Bruno Wille um 1900

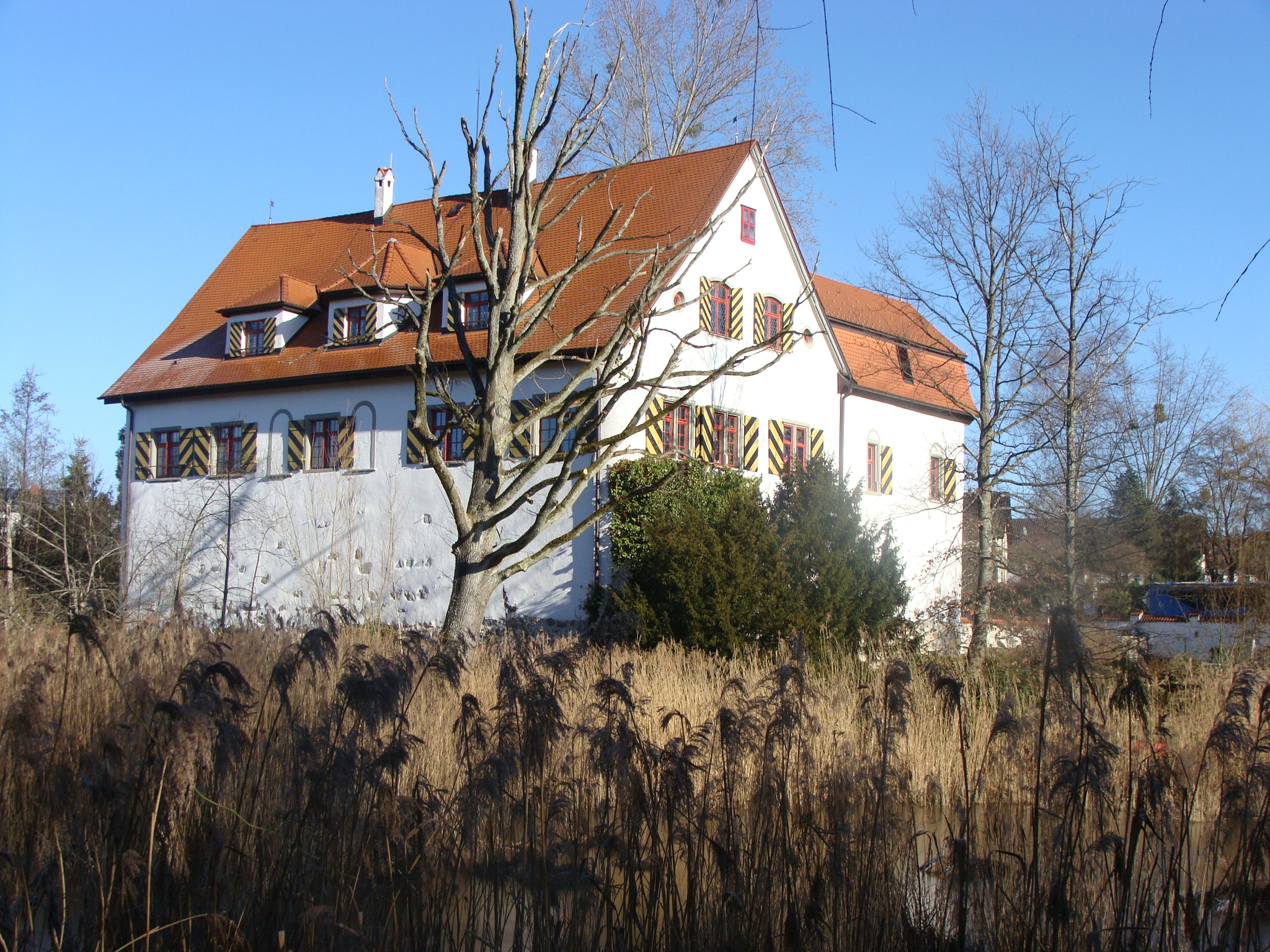
Schloss Senftenau

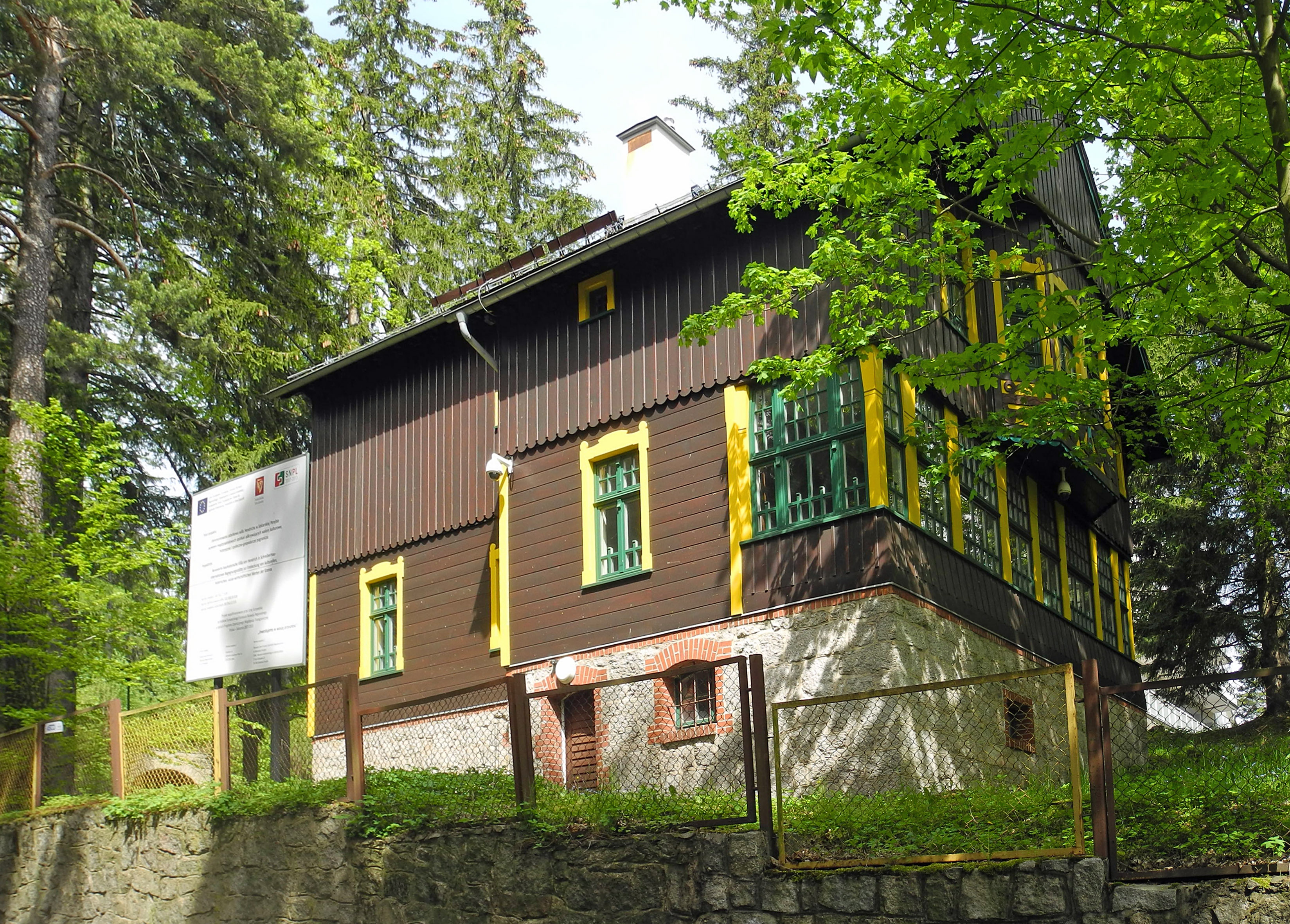
Wohnhaus von Bruno Wille in Schreiberhau

Bruno Wille (* 6. Februar 1860 in Magdeburg; † 31. August 1928 auf Schloss Senftenau in Aeschach, das seit 1922 wieder zu Lindau gehört) war ein deutscher Prediger, Journalist und belletristischer sowie populärphilosophischer Schriftsteller.

## Leben
Bruno Wille war der Sohn eines preußischen Gerichtsbeamten. Der spätere Ingenieur Max Wille war sein älterer Bruder. Bis 1872 besuchte Wille das Gymnasium Kloster Unserer lieben Frauen. Später wechselte er an die Gymnasien in Tübingen und Aachen. Als Anfang 1872 der Vater starb, ließ sich die Mutter mit den beiden Söhnen im Sommer desselben Jahres in Bonn nieder.
Zu Ostern 1881 begann Wille evangelische Theologie an der Universität Bonn zu studieren. Doch bereits nach zwei Semestern wechselte er zu Mathematik, Physik und Philosophie. Im letzteren Fach wurde er Schüler von Joseph Dietzgen, der ihn für den Marxismus begeistern konnte. Im Frühjahr 1883 ließ sich Wille mit Mutter und Bruder in Berlin nieder und nach weiteren Studien leistete er dort auch seinen Militärdienst als Einjährig-Freiwilliger ab. 1884 wurde er als Gefreiter entlassen.
Anschließend war er einige Zeit in Berlin als Hauslehrer tätig. Von Sommer 1884 bis Herbst 1886 war Wille Hauslehrer in Bukarest im Hause der Schriftstellerin Mite Kremnitz. Durch Kremnitz lernte er Königin Elisabeth von Rumänien kennen. Am Hof in Bukarest machte Wille auch die Bekanntschaft des Geografen und Kartografen Heinrich Kiepert, der ihn als Reisebegleiter ab Herbst 1886 nach Konstantinopel engagierte.
Ende 1887 kehrte Wille nach Deutschland zurück und schloss im darauffolgenden Jahr sein Studium mit einer Dissertation über Thomas Hobbes ab. Noch im selben Jahr bekam Wille eine Anstellung von Georg Ledebour als Journalist und Redakteur bei dessen Zeitung Demokratische Blätter. In dieser Zeit schloss sich Wille in Berlin der freireligiösen Gemeinde an, zu deren Sprecher und Religionslehrer er 1889 gewählt wurde.
1890 heiratete Wille in Berlin Auguste Krüger.
Als Mitglied des Berliner Naturalistenvereins schloss Wille bald Freundschaft mit Karl Bleibtreu, Wilhelm Bölsche, Heinrich Hart, Julius Hart, Gerhart Hauptmann und Arno Holz, John Henry Mackay, Johannes Schlaf u.v. a. 1888 gründete Wille seinen „Genie-Konvent“, der im Restaurant zum Kuhstall zu tagen pflegte, und unabhängig davon den „Ethischen Klub“. 1890 ließ er sich im Berliner Vorort Friedrichshagen nieder und wurde dort zusammen mit Bölsche zum Wegbereiter des Friedrichshagener Dichterkreis. Neben vielen anderen seien hier als Mitglieder nur Otto Erich Hartleben, August Strindberg und Frank Wedekind erwähnt.
1890 gründete Wille zusammen mit Wilhelm Bölsche und Julius Türk die Freie Volksbühne Berlin, um auch „dem einfachen Arbeiter aus dem Volke“ (Zitat Wille) das Theater nahezubringen. Die Premiere hatte die Volksbühne mit Henrik Ibsens Stützen der Gesellschaft am 19. Oktober 1890 im dafür  angemieteten Ostend-Theater. Bereits zwei Jahre später war Wille mit dem politischen Konzept (für das u. a. Franz Mehring verantwortlich zeichnete) nicht mehr einverstanden und gründete deshalb die Neue Freie Volksbühne. Die künstlerische, pädagogische und politische Leitung übernahmen neben Wille Max Dreyer, Ludwig Jacobowski, Gustav Landauer, Emil Lessing und Fritz Mauthner.
Konkurrenz entstand, als Otto Lilienthal sich im Sommer 1892 in das Ostend-Theater einkaufte und ebenfalls eine Volksbühne ins Leben rief. Anfang 1892 berief man Wille in den Vorstand des Deutschen Freidenkerbundes und betraute ihn mit der Leitung der Bundeszeitung Der Freidenker. Wille war auch Redakteur der anarchistischen Zeitschrift Der Sozialist des Vereins Unabhängiger Sozialisten um Gustav Landauer.
Bis 1894 war Wille hauptberuflich als Prediger der freireligiösen Gemeinde in Berlin tätig, reiste aber auch als Redner für verschiedene Arbeiterbildungsvereine durchs Land. Durch den preußischen Kultusminister wurde ein Berufsverbot erlassen, woraufhin Wille am 9. November 1895 verhaftet wurde. Anlässlich einer Vortragsreise zum Freidenkerkongress nach Wien wurde er am 2. Juli 1897 erneut wegen „Verbreitung von Unglauben“ verhaftet und in Graz interniert.
Erst im Februar 1898 konnte Wille nach Deutschland zurückkehren. In den folgenden Jahren wandte er sich immer mehr religiösen Themen zu. Seit 1899 war er Vorstandsmitglied des Bundes Freireligiöser Gemeinden Deutschlands (BfGD). Zu Ehren Giordano Brunos nannte Wille seine mit Bölsche und Rudolf Steiner 1900 gegründete Vereinigung Giordano-Bruno-Bund. 1901 eröffnete Wille zusammen mit Bölsche in Friedrichshagen die Freie Hochschule ganz im Sinne der Arbeiterbildung und wurde dort auch Dozent für Theologie und Philosophie. 1906 war er Mitbegründer des Deutschen Monistenbundes. Ab 1916 war Wille Herausgeber des Freidenkers bis zur Einstellung der Zeitschrift 1921. Nach dem Ersten Weltkrieg gründete Wille 1919 den Volkskraft-Bund mit dem Ziel der Verständigung und Versöhnung zwischen den Völkern, Konfessionen, Klassen und Parteien, dessen Vorsitzender er wurde, um nochmals kulturpolitisch aktiv zu werden. Der Bund bestand nicht lange und enttäuschte Wille.
Nach seiner Scheidung 1920 heiratete Wille noch im selben Jahr Emmy W. Friedländer, die Witwe des Zoologen Benedict Friedländer. Nach einer kurzen Zeit in Stuttgart ließ sich Wille auf Schloss Senftenau in Aeschach bei Lindau nieder. Dort starb er im Alter von 68 Jahren am 31. August 1928. Bruno Wille wurde am 3. September 1928 in St. Gallen eingeäschert und fand seine letzte Ruhestätte im Waldteil des Parkfriedhofs Lichterfelde in Berlin-Steglitz. Seine Urne wurde dort am 10. Oktober 1928 am Heideweg 35 in der Grabstätte von Benedict Friedländer beigesetzt. Sein Grab auf dem Parkfriedhof Lichterfelde war von 1987 bis 2009 ein Ehrengrab der Stadt Berlin.

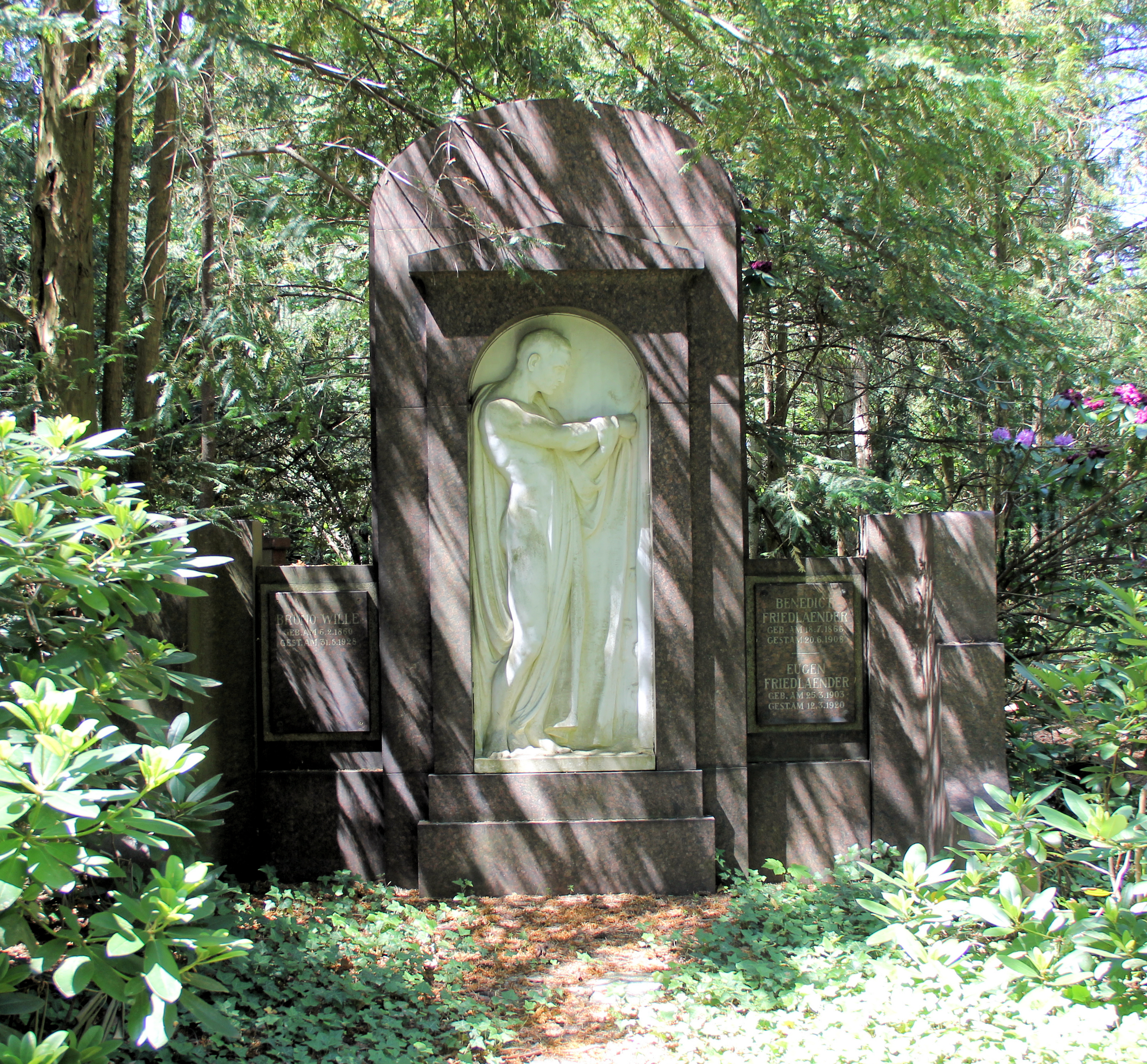
Grabstätte von Bruno Wille in Berlin-Lichterfelde

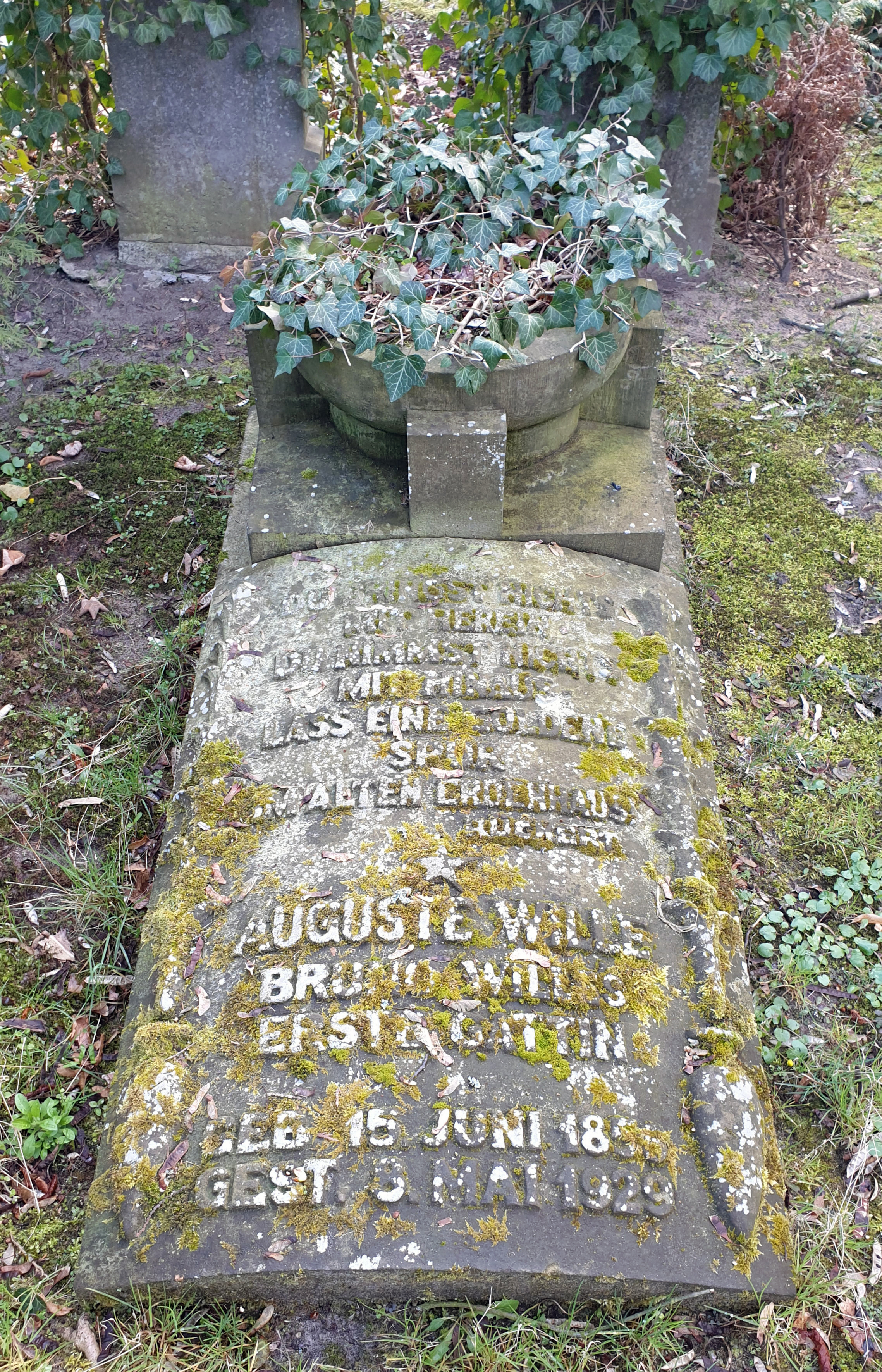
Grabstätte von Auguste Wille in Berlin-Friedrichshagen

## Werk
Als philosophischer Schriftsteller vertrat Wille eine „Philosophie der Befreiung“, wobei er sich auf Friedrich Nietzsche, Max Stirner und den Buddhismus berief. In seinem Spätwerk wandte er sich mehr einer pantheistischen, neoromantischen Naturmystik zu, die sich an die Philosophie Gustav Theodor Fechners anlehnte, sie aber auch weiter entwickelte, und auch von Bölsche zeitweise vertreten wurde.

## Werke
- Der Phänomenalismus des Thomas Hobbes. (Inauguraldissertation, 1888)
- Der Tod. Berlin 1889.
- Einsiedler und Genosse. Soziale Gedichte nebst einem Vorspiel. Berlin 1890.
- Das Leben ohne Gott. Berlin 1890.
- Philosophie der Befreiung durch das reine Mittel Beiträge zur Pädagogik des Menschengeschlechts. Berlin 1894.
- Die freireligiöse Gemeinde zu Berlin. Geschichtlicher Rückblick. Berlin 1895.
- Sibirien in Preußen. Ein Weckruf aus dem Gefängnis. Stuttgart 1896.
- Einsiedelkunst aus der Kiefernheide. Berlin 1897.
- Materie nie ohne Geist. Berlin 1901.
- Offenbarungen des Wacholderbaums, Roman eines Allsehers. Leipzig 1901. (vol. 1–2)
- Die Christus-Mythe als monistische Weltanschauung. Ein Wort zur Verständigung zwischen Religion und Wissenschaft. Berlin 1903.
- Auferstehung. Ideen über den Sinn des Lebens. Berlin 1904.
- Das lebendige All. Idealistische Weltanschauung auf naturwissenschaftlicher Grundlage im Sinne Fechners. Hamburg 1905.
- Der heilige Hain. Ausgewählte Gedichte. Jena 1908.
- Lebensweisheit - Eine Deutung unseres Daseins in Aussprüchen führender Geister. Berlin 1913.
- Die Abendburg. Chronik eines Goldsuchers in zwölf Abenteuern. Jena 1909.
- Das Gefängnis zum Preußischem Adler. Eine selbsterlebte Schildbürgerei, Roman. Jena 1914.
- Hrsg.: Und gib uns Frieden, ein Buch weltlicher Andacht aus deutschen Dichtern. Bong, Berlin u. a. 1917 (Digitalisat).
- Der Glasberg. Roman einer Jugend, die hinauf wollte. Berlin 1920.
- Aus Traum und Kampf. Mein sechzigjähriges Leben. Berlin 1920.
- Hölderlin und seine heimliche Maid. Roman. Dresden 1921.
- Legenden von der heimlichen Maid. Dresden 1922.
- Die Maid von Senftenau. Ein Bodensee-Roman. Dresden 1922.
- Das Bruno-Wille-Buch. Dresden 1923.
- Der Maschinenmensch und seine Erlösung. 1930.
- Emmy Wille (Hrsg.): Gesammelte Werke. Pfullingen
  - 1. Der Ewige und seine Masken. 1929.
  - 2. Der Maschinenmensch und seine Erlösung. 1930.
  - 3. Philosophie der Liebe. 1930.

## Belege
1. 1 2 3  Martin Buchner: Dr. Bruno Wille. In: Eckhart Pilick (Hrsg.): Lexikon freireligiöser Personen. Rohrbach/Pfalz 1997, S. 175 f.
2. ↑  Erik Lehnert: „Tiefes Gemüt, klarer Verstand und tapfere Kulturarbeit“. Bruno Wille und der Friedrichshagener Dichterkreis als Ausgangspunkt monistischer Kulturpolitik im Kaiserreich. In: Arnher E. Lenz, Volker Mueller (Hrsg.): Darwin, Haeckel und die Folgen. Monismus in Vergangenheit und Gegenwart. Angelika Lenz Verlag, Neustadt am Rübenberge 2006, S. 247–273, S. 250.
3. ↑  Andreas W. Daum: Wissenschaftspopularisierung im 19. Jahrhundert. Bürgerliche Kultur, naturwissenschaftliche Bildung und die deutsche Öffentlichkeit 1848–1914. Oldenbourg, München 2002, S. 194, 211, 214 f., 217, 517.
4. ↑  Erik Lehnert: „Tiefes Gemüt, klarer Verstand und tapfere Kulturarbeit“. Bruno Wille und der Friedrichshagener Dichterkreis als Ausgangspunkt monistischer Kulturpolitik im Kaiserreich. In: Arnher E. Lenz, Volker Mueller (Hrsg.): Darwin, Haeckel und die Folgen. Monismus in Vergangenheit und Gegenwart. Angelika Lenz Verlag, Neustadt am Rübenberge 2006, S. 247–273, S. 258.
5. ↑  Erik Lehnert: „Tiefes Gemüt, klarer Verstand und tapfere Kulturarbeit“. Bruno Wille und der Friedrichshagener Dichterkreis als Ausgangspunkt monistischer Kulturpolitik im Kaiserreich. In: Arnher E. Lenz, Volker Mueller (Hrsg.): Darwin, Haeckel und die Folgen. Monismus in Vergangenheit und Gegenwart. Angelika Lenz Verlag, Neustadt am Rübenberge 2006, S. 247–273, S. 264.
6. ↑  Daum: Wissenschaftspopularisierung. S. 310–312, 320–323.

| Personendaten    | Personendaten                                                |
| ---------------- | ------------------------------------------------------------ |
| NAME             | Wille, Bruno                                                 |
| KURZBESCHREIBUNG | deutscher Prediger, Philosoph, Journalist und Schriftsteller |
| GEBURTSDATUM     | 6. Februar 1860                                              |
| GEBURTSORT       | Magdeburg                                                    |
| STERBEDATUM      | 31. August 1928                                              |
| STERBEORT        | Schloss Senftenau in Aeschach bei Lindau                     |